# Минкович, Михаил Александрович
Михаи́л Алекса́ндрович Минко́вич (24 августа (6 сентября) 1914, деревня Киреёво Оршанского уезда Могилёвской губернии (ныне Дубровенский район Витебской области) — 17 августа 1971) — советский белорусский государственный деятель, министр культуры БССР.

## Биография
В 1935 году окончил Минский педагогический институт. С этого же года работал преподавателем Минской военной академии. В 1936—1937 годах служил в Красной Армии.
С 1939 года занимал должность заместителя заведующего отделом студенческой молодежи, секретаря ЦК ЛКСМБ.
Партизан Великой Отечественной войны.
С 1944 года — председатель Комитета по радиовещанию при СНК БССР, с 1946 года — председатель Комитета религиозных и религиозных организаций БССР, в 1953—1956 годах — первый секретарь Бегомльского райкома КПСС. С октября 1956 года — заместитель, первый заместитель министра, с апреля 1964 года — министр культуры Белорусской ССР.
Награждён орденом Октябрьской Революции, двумя орденами Трудового Красного Знамени, орденом Красной Звезды, медалью «За отвагу».
Умер 17 августа 1971 года, похоронен на Восточном кладбище.
Именем Минковича названа библиотека № 10 города Минска имени М. А. Минковича.